# 廷德爾山脈
廷德爾山脈（英語：Tyndall Mountains）是南極洲的山脈，位於葛拉漢地的盧貝海岸，處於阿羅史密斯半島中部，由英國研究隊繪入地圖，現時由南極條約體系管理。